# De Graafschap
De Graafschap je nizozemski nogometni klub iz Doetinchema. Natječe se u Eredivisie, u najjačem razredu nizozemskog nogometa.
Osnovan je 1. veljače 1954. godine, a svoje domaće utakmice igraju na stadionu De Vijverberg. Stadion je otvoren 12. kolovoza 2000. godine, a napravljen je na mjestu starog stadiona. Ime kluba na nizozemskom jeziku znači okrug. Poznat je i pod nadimkom Super Farmeri.
U sezoni 2019./20. se natječe u Eerste divisie, drugom rangu nizozemskog nogometa. Niz prethodnih sezona je igrao u Eredivisie, ali je sezonu 2018./19. završio na 17. mjestu, te nakon doigravanja ispao iz lige. 
Najveći rival mu je Vitesse.

## Treneri kroz povijest
- Leendert IJssennagger (1954. – 1955.)
- Heinz Huber (1955.)
- Jan Poulus (1955. – 1959.)
- Wim Engel (1959.)
- Eric Jones (1960. – 1962.)
- Evert Teunissen (1962. – 1967.)
- Ad Zonderland (1967. – 1971.)
- Bert van Lingen (1971.)
- Piet de Visser (1971. – 1974.)
- Evert Teunissen (1974. – 1976.)
- Ben Polak (v.d.) (1976.)
- Hans Dorjee (1976. – 1977.)
- Henk Ellens (1977. – 1978.)
- Pim van de Meent (1978. – 1980.)
- Huib Ruijgrok (1980. – 1983.)
- Sandor Popovics (1983. – 1985.)
- Henk van Brussel (1985. – 1987.)
- Pim Verbeek (1987. – 1989.)
- Ben Zweers (1989.)
- Simon Kistemaker (1989. – 1993.)
- Jan Versleijen (1993. – 1994.)
- Frans Körver (1994. – 1995.)
- Hans van Doorneveld (1995.)
- Fritz Korbach (1995. – 1998.)
- Frans Thijssen (1999.)
- Rob McDonald (1999. – 2000.)
- Jurrie Koolhof (v.d.) (2000.)
- Gerard Marsman (2000. – 2001.)
- Jurrie Koolhof (2001. – 2002.)
- Peter Bosz (2002. – 2003.)
- Frans Adelaar (2003. – 2004.)
- Gert Kruys (2004. – 2005.)
- Andries Ulderink (v.d.) (2005.)
- Jan de Jonge (2005. – 2008.)
- Henk van Stee (2008. – 2009.)
- Darije Kalezić (2009. – 2011.)
- Andries Ulderink (2011. – 2012.)
- Richard Roelofsen (v.d.) (2012.)
- Pieter Huistra (2012. – 2013.)
- Jan Vreman (v.d.) (2013. – 2014.)
- Jimmy Calderwood (2014.)
- Jan Vreman (2014. – 2016.)
- Henk de Jong (2017.-)

## Vanjske poveznice
- Službene stranice